# Downton Abbey : Le Grand Final
Série Downton Abbey
Downton Abbey 2 : Une nouvelle ère
(2022)
Pour plus de détails, voir Fiche technique et Distribution.
Downton Abbey III, Le Grand Final (Downton Abbey : The Grand Finale) est un film américano-britannique réalisé par Simon Curtis et dont la sortie est prévue en 2025.
Il s'agit du troisième film adapté de la série télévisée Downton Abbey créée par Julian Fellowes mais également la conclusion de la série éponyme et de ses deux suites cinématographique, Downton Abbey, sorti en 2019, et Downton Abbey 2 : Une nouvelle ère, sorti en 2022.

## Synopsis
1930. Deux ans après le décès de Lady Violet et les conséquences du Krach boursier de Wall Street ouvrant la voie à de nouvelles perspectives, toute la famille Crawley encore affectée par sa disparition, se questionne sur la manière de se renouveler. Tandis que l'heure est à l'introspection pour bon nombre de la famille Crawley et certains de leurs domestiques. En parallèle, Lady Mary s'impose comme une des têtes importantes des salons mondains londoniens, et l'acteur Guy Dexter est de retour en Angleterre accompagné de son compagnon, l'ancien majordome Thomas ainsi que de Mosley et Baxter. Cependant, le retour inattendu de Harold Levinson, frère ainé de Cora, et de sa mère Martha pourrait bien venir chambouler tout ça et faire prendre conscience à chacun des membres de la famille qu'un avenir semble possible sans Downton Abbey alors que la famille fait face à diverses péripéties, des retours d'anciennes connaissances, et une rétrospective de l'histoire de la famille Crawley, dont une page de l'histoire est sur le point de se tourner.

## Fiche technique
Sauf indication contraire, les informations mentionnées dans cette section peuvent être confirmées par la base de données cinématographiques IMDb,  présente dans la section « Liens externes ».
- Titre original : Downton Abbey: The Grand Finale
- Réalisation : Simon Curtis
- Scénario : Julian Fellowes
- Musique : N/A
- Décors : Donal Woods
- Costumes : Anna Robbins
- Photographie : N/A
- Montage : N/A
- Production : Gareth Neame, Julian Fellowes et Liz Trubridge
- Société de production : Carnival Films
- Sociétés de distribution : Focus Features (États-Unis), Universal Pictures (Royaume-Uni), Universal Pictures International France  (France)
- Budget : N/A
- Pays de production :  Royaume-Uni,  États-Unis
- Langue originale : anglais
- Format : couleur
- Genre : drame historique
- Dates de sortie[4] : Dates sujettes à modification
  - France : 10 septembre 2025
  - États-Unis, Royaume-Uni : 12 septembre 2025

## Distribution
- Hugh Bonneville : Robert Crawley
- Laura Carmichael : Edith Pelham
- Jim Carter : Charles Carson
- Raquel Cassidy : Phyllis Baxter
- Paul Copley : Albert Mason
- Brendan Coyle : John Bates
- Michelle Dockery : Lady Mary Talbot
- Kevin Doyle : Joseph Molesley
- Michael Fox : Andy Parker
- Joanne Froggatt : Anna Bates
- Paul Giamatti : Harold Levinson
- Harry Hadden-Paton : Herbert "Bertie" Pelham
- Robert James-Collier : Thomas Barrow
- Sue Johnston : Gladys Denker
- Allen Leech : Tom Branson
- Phyllis Logan : Elsie Carson
- Elizabeth McGovern : Cora Crawley
- Shirley MacLaine : Martha Levinson
- Sophie McShera : Daisy Parker
- Tuppence Middleton : Lucy Branson
- Lesley Nicol : Beryl Patmore
- Douglas Reith : Richard "Dickie" Grey
- Imelda Staunton : Maud, Lady Bagshaw
- Samantha Bond : Lady Rosamund Painswick
- Dominic West : Guy Dexter
- Penelope Wilton : Isobel Grey
- Matthew Goode : Henry Talbot
- Jeremy Swift : Septimus Spratt
- Peter Egan: Hugh « Shrimpie » MacClare marquis de Flintshire
- Phoebe Nicholls : Susan MacClare marquise de Flintshire
- Lily James : Lady Rose Aldridge (née MacClare)
- Matt Barber (en) : Atticus Aldridge
- Julian Ovenden : Charles Blake
- Tom Cullen : Lord Gillingham
- Robert Bathurst : Sir Anthony Strallan
- Iain Glen : Sir Richard Carlisle
- Brendan Patricks : Evelyn Napier
- Jonathan Coy : Georges Murray
- David Robb : Dr Clarkson
- Cal MacAninch : M. Lang
- Cara Theobold : Ivy Stuart
- Edward Speleers : Jimmy Kent
- Matt Milne : le chef Alfred Nugent
- Clare Calbraith : Jane Moorsum
- Amy Nuttall : Esther Parks
- Rose Leslie : Gwen Harding
- James Faulkner : Daniel Aldridge, Lord Sinderby
- Penny Downie : Rachel Aldridge, Lady Sinderby
- Charlie Cox : le duc de Crowborough
- Anna Chancellor : Lady Anstruther
- Richard E. Grant : Simon Bricker
- Nigel Havers : Lord Hepworth
- Michael Cochrane : révérend Albert Travis
- Christine Lohr : May Bird
- Kevin McNally : Horace Bryant
- Christine Mackie : Daphne Bryant
- Charles Edwards : Michael Gregson
- Dan Stevens : Matthew Crawley
- Jessica Brown Findlay : Lady Sibyl Crawley
- Simon Russell Beale
- Arty Froushan
- Alessandro Nivola
- Joely Richardson
- Maggie Smith : Violet Crawley, comtesse douairière de Grantham (caméo posthume)

## Production
En mars 2024, Imelda Staunton, interprète de Maud dans les deux précédents films, annonce qu'un troisième film est prévu avec le retour des personnages principaux. En mai 2024, Paul Giamatti et Dominic West sont annoncés pour reprendre leurs rôles respectifs de Harold Levinson et Guy Dexter, alors que Joely Richardson, Alessandro Nivola ou encore Simon Russell Beale sont annoncés dans des rôles non révélés
Le tournage débute le 13 mai 2024 et s'achève en août. Après le tournage, Hugh Bonneville confirme qu'il s'agira du dernier film Downtown Abbey et qu'il rendra hommage à Maggie Smith :

« Nous avons terminé cet été un troisième — et probablement dernier — film sur Downton Abbey, qui sortira en septembre prochain. Il s’agit d’une sorte de clôture merveilleuse de toutes les histoires, un vrai film pour les fans. Il s’agit de dire au revoir à tous ces personnages et nous disons évidemment au revoir à Dame Maggie, ce qui était très poignant à l’écran et maintenant dans la vie réelle. Elle nous manquera beaucoup. Mais le dernier film sera évidemment un grand hommage à sa mémoire. »

— Hugh Bonneville, Virgin Radio (novembre 2024)
En mars 2025, il est révélé que le film est titré Downton Abbey: The Grand Finale.